# اورسولا آپنس
اورسولا آپنس (انگلیسی: Ursula Oppens؛ زادهٔ ۲ فوریهٔ ۱۹۴۴) نوازنده پیانو کلاسیک، مربی پیانو و استاد دانشگاه اهل ایالات متحده آمریکا است که ۵ مرتبه نامزد دریافت جوایز گرمی شد. آپنس در ۲ فوریه ۱۹۴۴ در شهر نیویورک در خانواده‌ای یهودی و بسیار اهل موسیقی که در سال ۱۹۳۸ مجبور به فرار از پراگ شده بودند، به دنیا آمد. وی مدرک کارشناسی موسیقی خود را از کالج رادکلیف (۱۹۶۵) و مدرک کارشناسی ارشدش را از مدرسه جولیارد (۱۹۶۷) گرفت. وی از سال۱۹۹۴ تا ۲۰۰۸ استاد برجستهٔ موسیقی دانشگاه نورث‌وسترن و از سال ۲۰۰۸ استاد برجستهٔ کالج بروکلین بود و عضو فرهنگستان هنر و علوم آمریکا است.